# أكسل هورن
أكسل هورن (بالإنجليزية: Axel Horn) هو رسام أمريكي، ولد في 11 يناير 1913، وتوفي في 5 مارس 2001.

## وصلات خارجية
- الموقع الرسمي